# Zlatko Zahovič
Zlatko Zahovič, född 1 februari 1971 i Maribor, Jugoslavien (nuvarande Slovenien), är en slovensk före detta professionell fotbollsspelare (mittfältare). Han spelade 80 matcher och gjorde 35 mål för det slovenska landslaget mellan 1992 och 2004. Han var med i lagets trupp i VM 2002 men skickades hem efter den inledande gruppspelsmatchen mot Spanien på grund av en dispyt med förbundskaptenen.
Zahovic var en tekniskt skicklig mittfältare som blev känd för sin fina bollbehandling och förmåga att skapa målchanser.
Han började sin professionella karriär i Maribor och imponerade snabbt med sin talang. Han nådde senare framgångar med den portugisiska klubben FC Porto, där han bland annat vann Primeira Liga tre gånger. Han flyttade därefter till spanska Valencia.